# یک ورشویی
یک وَرشویی (لهستانی: Warszawianka) یک مجموعهٔ تلویزیونی کمدی-درام لهستانی است که در سال ۲۰۲۳ منتشر شد.

## گزیدهٔ بازیگران
- بوریس شیتس
- زوفیا ویخواچ
- ایگا کِرِفت
- یاکوب ویچورک
- یژی اسکولیموفسکی
- ایلونا اوستروفسکا
- کریستیانا یاندا
- یان پشِـک
- مارتا شچیسوویچ
- توماش وئوسوک
- یادویگا یانکوفسکا-چشلاک
- ماگدا گرانژیوفسکا
- پائولینا گاوونسکا
- ووکاش گارلیتسکی
- وویچیخ کالاروس
- آندژی ژیلینسکی
- کشیشتف چچوت

## قسمت‌ها
| شم. | عنوان     | مدت زمان | تاریخ پخش اصلی |
| --- | --------- | -------- | -------------- |
| ۱   | «قسمت ۱»  | ۴۱ دقیقه | ۱۹ ژوئن ۲۰۲۳   |
| ۲   | «قسمت ۲»  | ۴۱ دقیقه | ۱۹ ژوئن ۲۰۲۳   |
| ۳   | «قسمت ۳»  | ۴۳ دقیقه | ۲۶ ژوئن ۲۰۲۳   |
| ۴   | «قسمت ۴»  | ۴۵ دقیقه | ۳ ژوئیه ۲۰۲۳   |
| ۵   | «قسمت ۵»  | ۴۱ دقیقه | ۱۰ ژوئیه ۲۰۲۳  |
| ۶   | «قسمت ۶»  | ۴۰ دقیقه | ۱۷ ژوئیه ۲۰۲۳  |
| ۷   | «قسمت ۷»  | ۴۲ دقیقه | ۲۴ ژوئیه ۲۰۲۳  |
| ۸   | «قسمت ۸»  | ۴۱ دقیقه | ۳۱ ژوئیه ۲۰۲۳  |
| ۹   | «قسمت ۹»  | ۴۰ دقیقه | ۷ اوت ۲۰۲۳     |
| ۱۰  | «قسمت ۱۰» | ۴۵ دقیقه | ۱۴ اوت ۲۰۲۳    |
| ۱۱  | «قسمت ۱۱» | ۴۷ دقیقه | ۲۱ اوت ۲۰۲۳    |